# Train à vapeur thouarsais
Pour les articles homonymes, voir TVT.
L'association Trains à Vapeur de Touraine (TVT), faisait circuler son matériel, sur l'ancienne ligne de chemin de fer Chinon - Richelieu en Touraine, de 1974 jusqu'à l'interdiction totale de circuler sur la voie, survenue en 2004. Après un déménagement de ses collections dans la région de Thouars, l'association devient en 2014 le Train à Vapeur Thouarsais.

## Histoire

### Sur la Ligne de Chinon à Richelieu jusqu'en 2004
La ligne de chemin de fer Chinon - Richelieu fut ouverte en 1884, elle fonctionna jusqu'en 1937 au moment où le Conseil Général d'Indre-et-Loire prit la decision d'arrêter le transport des voyageurs.
En 1974 la ligne est de nouveau ouverte avec la circulation de trains touristiques gérés par l'association « Train à Vapeur de Touraine ». La fréquentation est au rendez-vous et les trains attirent les cinéastes, plusieurs metteurs en scènes utilisent le chemin de fer comme lieu de tournage pour des scènes ferroviaires de leurs films, notamment Tess, Bons Baisers de Hong Kong, La Course à l'échalote, plus de 70 tournages vont avoir lieu.
Le 26 décembre 2004 a lieu la dernière circulation d'un train touristique.

### Depuis 2005
Depuis l'arrêt des circulations sur la Ligne de Ligré-Rivière à Richelieu, l'association avait garé et préservé le matériel ferroviaire à Richelieu en attendant une éventuelle décision de restauration de la voie.
En juillet 2009, l'association a organisé, tous les dimanches après-midi de juillet et août, des journées portes ouvertes, pour faire découvrir sa collection ferroviaire, le dépôt atelier et le musée ferroviaire, installés dans une rame de voitures postales ce qu'elle continue de faire durant quelques années .
À la suite de l'interdiction de circulation sur la ligne Chinon – Richelieu, l'association s'est rapprochée de la communauté de communes du Thouarsais et la ville de Thouars, où elle a commencé à transférer une partie de son matériel en septembre 2011, dans l'optique d'une future exploitation touristique de la voie ferrée entre Thouars et Loudun.
En 2014, lors de l'assemblée générale de l'association, le changement de nom de l'association qui devient Train à Vapeur Thouarsais, est voté à l'unanimité .
En septembre 2015, le projet d'exploitation touristique sur la ligne Thouars – Loudun a finalement été stoppé, à la suite d'une décision de la communauté de communes du Thouarsais de ne plus participer au financement de ce projet, et d'ici le mois de septembre 2017, l'association devra procéder au déménagement de son matériel garé à Thouars vers d'autres chemins de fer touristiques.

## Les collections
Depuis la fermeture de l'ancienne ligne, une partie du matériel a été progressivement transférée vers la Gare de Thouars ainsi que sur d'autres lieux comme le Train des mouettes, la rotonde ferroviaire de Montabon, ou encore le Train Thur Doller Alsace pour la locomotive 141 C 100. Les transferts furent effectués par la route en convoi exceptionnel. Désormais il ne reste plus de véhicules en gare de Richelieu où la voie a été déposée, comme sur l'ensemble de la ligne qui sera convertie en voie verte.
Les listes suivantes ne sont pas exhaustives et devront être complétées ou actualisées au fil du temps (dernière actualisation en juin 2024) :

### Locomotives à vapeur
| Matricule (noms)                 | Constructeur et date                  | État actuel                                            | Origine et informations techniques | Photo |
| -------------------------------- | ------------------------------------- | ------------------------------------------------------ | --- | ----- |
| 020T Chaudière verticale no 2770 | Cockerill, 1910                       | Hors service                                           | - Locomotive à chaudière verticale de type 3 ou 4. - Origine : Cimenterie Danne-Camiers ou Sucrerie Dujardin-Seclin. - 4 m, 00,00 t (12,8 t en ordre de marche), vitesse maximum : 00 km/h. - Timbre chaudière : 10 kg/cm². - Capacité de la soute à charbon : 530 kg. - Capacité de la soute à eau : 2 100 L (2,1 m3). - Distribution : Walschaerts à tiroirs plans.                                           |       |
| 030T no 5 (no 3716)              | Fives-Lille, 1910                     | Hors service (en cours de restauration complète).      | - Origine : Ex-Mines de Ferlay. - 0,0 m, 00 t (00,0 t en ordre de marche), vitesse maximum : 00 km/h. - Timbre chaudière : 12 kg/cm². - Capacité de la soute à charbon : 00 t. - Capacité de la soute à eau : 0 000 L (00,0 m3). - Distribution : Stephenson à tiroirs plans. - Classé MH (2004). - Transférée au Train des mouettes en mars 2015.                                                              |       |
| 040 TA no 137                    | ANF Blanc Misseron, 1922              | Hors service (en état de présentation statique).       | - Origine : Ex-réseau de l'État puis SNCF Le Mans. - 10,86 m, 00 t (62,8 t en ordre de marche), vitesse maximum : 50 km/h. - Timbre chaudière : 12 kg/cm². - Capacité de la soute à charbon : 3 t. - Capacité de la soute à eau : 7 000 L (7 m3). - Distribution : Walschaerts à tiroirs plans. - Propriété Indivise de l'AJECTA et du TVT, elle est aujourd'hui retournée à Longueville.                       |       |
| 130 B 476 + tender 13 C 231      | Ateliers d'Epernay, 1922              | Hors service (en état de présentation statique).       | - Origine : Ex-compagnie de l'Est puis SNCF. - 16 m, 00 t (00,0 t en ordre de marche), vitesse maximum : 80 km/h (1000 ch). - Timbre chaudière : 14 kg/cm². - Capacité de la soute à charbon : 5 t. - Capacité de la soute à eau : 13 000 L (13 m3). - Classé MH (1988). - Propriété de l'AJECTA, elle est aujourd'hui retournée à Longueville.                                                                 |       |
| 141 C 100 + tender 22 B 609      | Schneider, 1922                       | Hors service (en cours de restauration complète).      | - Origine : Ex-réseau de l'État puis SNCF. - 13,75 m, 81,5 t (89,2 t en ordre de marche), vitesse maximum : 100 km/h (1800 ch). - Timbre chaudière : 14 kg/cm². - Capacité de la soute à charbon : 12 t. - Capacité de la soute à eau : 22 000 L (22 m3). - Distribution : Walschaerts à tiroirs cylindriques. - Classé MH (1988). - Transférée au Train Thur Doller Alsace (TTDA) au mois de juillet 2016.     |       |
| 230 G 352 + tender 17 D 352      | Batignolles-Châtillon (no 2090), 1923 | Hors service (en attente d'une restauration complète). | - Locomotive de type Ten wheel. - Origine : Ex-compagnie du PO puis SNCF. - 16,73 m, 00,00 t (00,00 t en ordre de marche), vitesse maximum : 100 km/h (1400 ch). - Timbre chaudière : 13 kg/cm². - Capacité de la soute à charbon : 4 t. - Capacité de la soute à eau : 17 000 L (17 m3). - Distribution : Walschaerts à tiroirs cylindriques. - Propriété de la FACS, cette locomotive est maintenant au CFTV. | .     |

### Locomotives & autorails diesel
- Locomotive A1A-A1A 62032, ex-SNCF.
- Locomotive A1A-A1A-62073, ex-SNCF (aujourd'hui sur le Chemin de fer touristique du Rhin).
- Autorail A 75 D X 902, Autorail Billard, ex-CFD, transféré au Train des mouettes en décembre 2016
- Autorail FNC X 8013 prototype no 3 dit « la Richelaise », Billard de 1947  Classé MH (1997)[15]
- Draisine Renault SM DU760, transférée à la rotonde ferroviaire de Montabon au mois de mars 2016
- Draisine D7 RFR, transférée à la rotonde ferroviaire de Montabon en septembre 2017
- Locotracteur no 1 Ateliers de Construction d'Argent ex-armée française, transféré à la rotonde ferroviaire de Montabon au mois de mars 2016
- Locotracteur Decauville, transféré à la rotonde ferroviaire de Montabon en décembre 2019

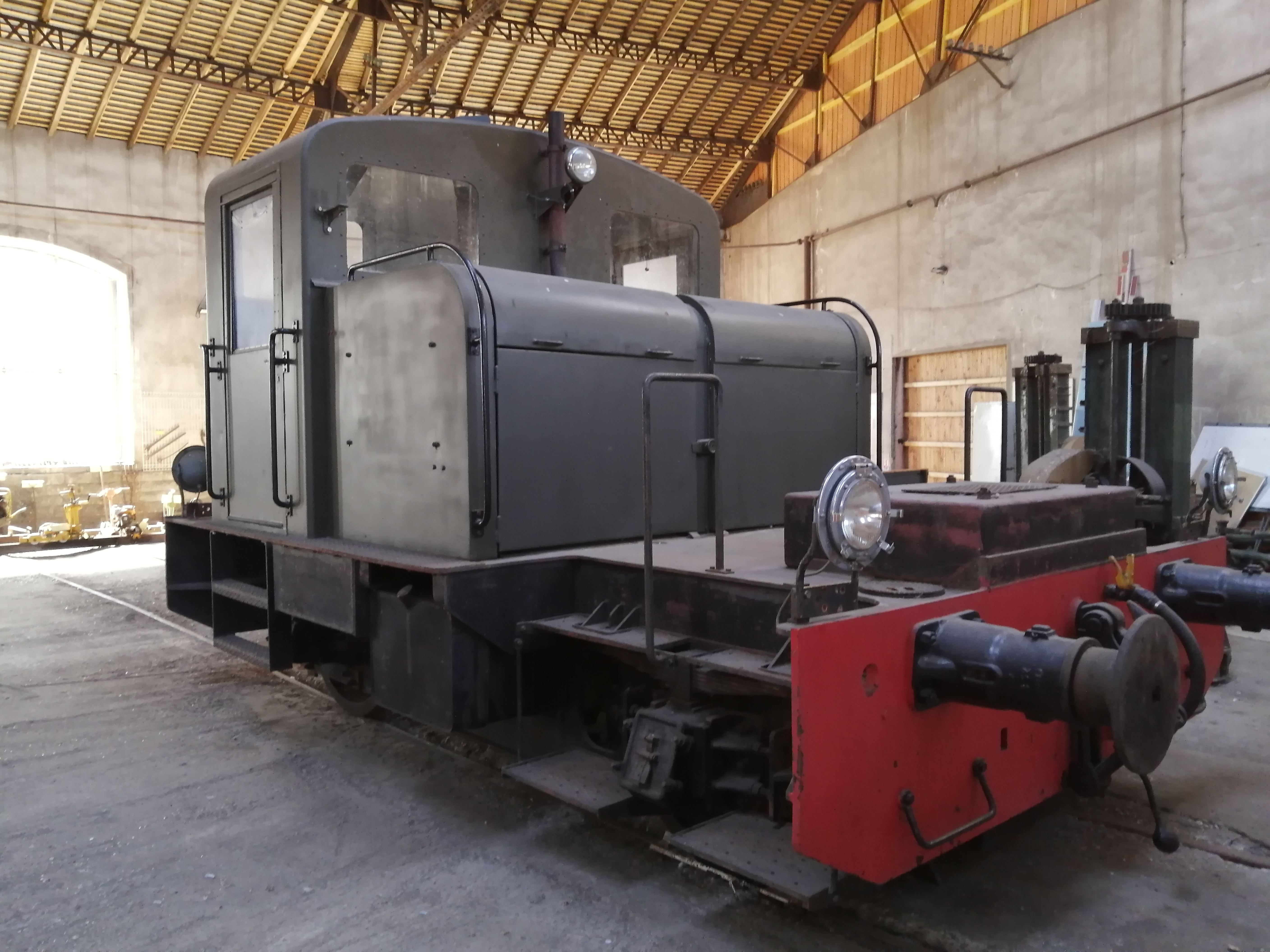
Locotracteur no 1 des Ateliers de Construction d'Argent ex-armée française.
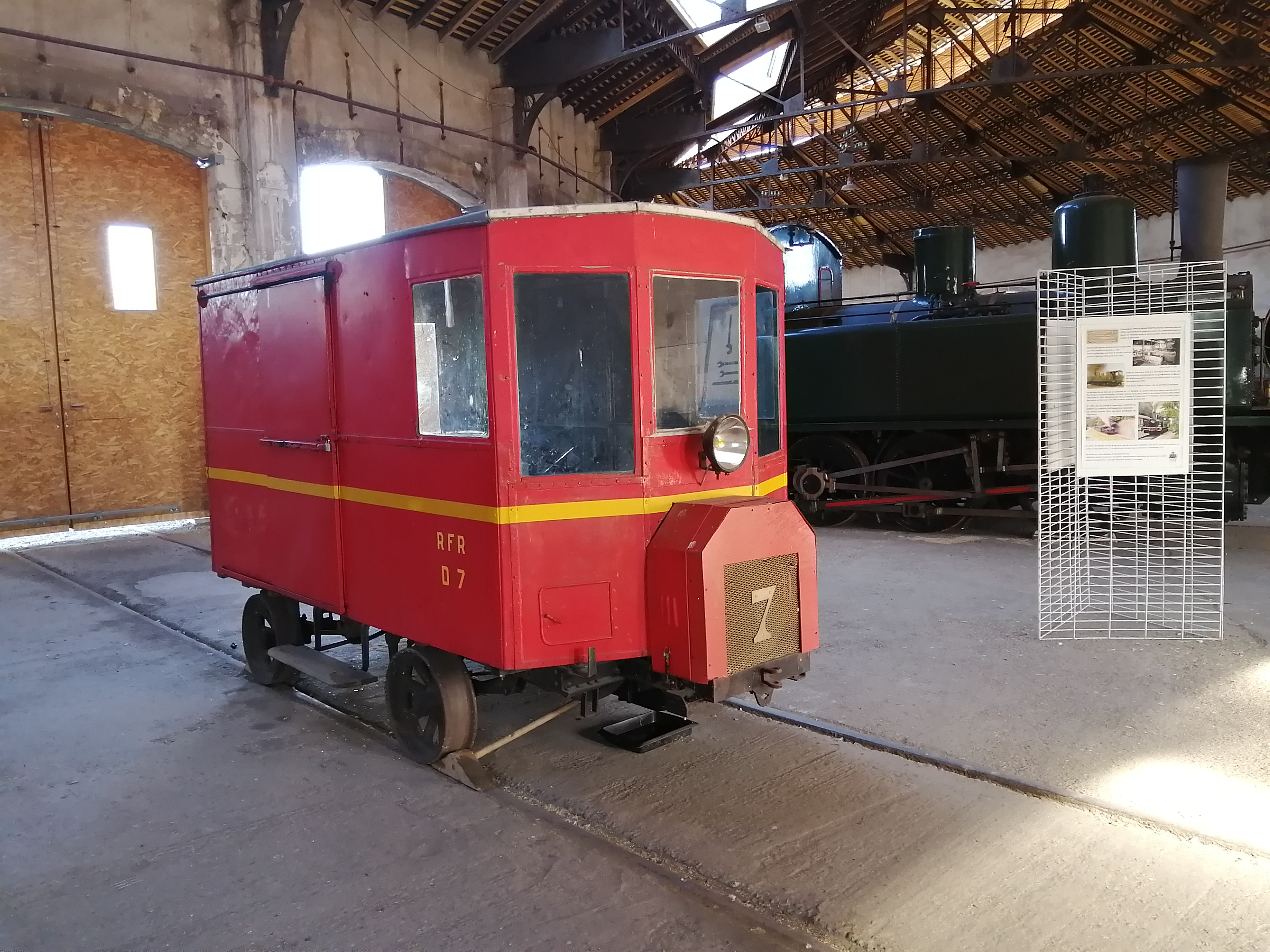
Draisine D7 RFR Baguley Cars Ltd (en)

### Voitures à voyageurs
- Voiture Rapide Nord A8t 138 - ANF 1927  Classé MH (2006)[16], transférée au Train Thur Doller Alsace en janvier 2020
- Voiture Express Nord B11tz 438
- Voiture Express Nord C11tz 272
- Voitures à trois essieux B2C4 5231 et C7 tf 15062  Classé MH (2006)[17], transférée au Train des mouettes en mars 2016
- Boite à tonnerre A6t 134, transférée au Train des mouettes en mars 2016
- Boîte à tonnerre B7t 322, transférée au Train des mouettes en mars 2016
- Voiture à étage État 2e cl. (1933) - (démolie le 26 juin 2008)
- Voiture à étage État 1re cl. (1933)

### Matériel roulant postal
- Allège postal (Pez), transférée à Clichy pour l'association AAPSL en novembre 2019
- Ambulant postal, transféré à Clichy pour l'association AAPSL en novembre 2019
- Ambulant postal (Paz), transféré à Clichy pour l'association AAPSL en novembre 2019
- Ambulant postal (Patf) OCEM, transféré au Train des mouettes en décembre 2016

### Wagons de marchandises
- Couvert à essieux PO, transféré au Train des mouettes en 2015
- Couvert à essieux OCEM État, transféré au Train des mouettes en 2015
- Couvert à essieux G40, transféré à la rotonde ferroviaire de Montabon en novembre 2019
- Couvert standard, transféré à la rotonde ferroviaire de Montabon en novembre 2019
- Couvert à bogies TP, transféré au Train des mouettes en mars 2016
- Couplage à ballast "Talbot", confié sous convention au Chemin de fer de la Vendée
- Wagon-citerne à bogies US Army n°1226 de 1942  Classé MH (1990)[18]

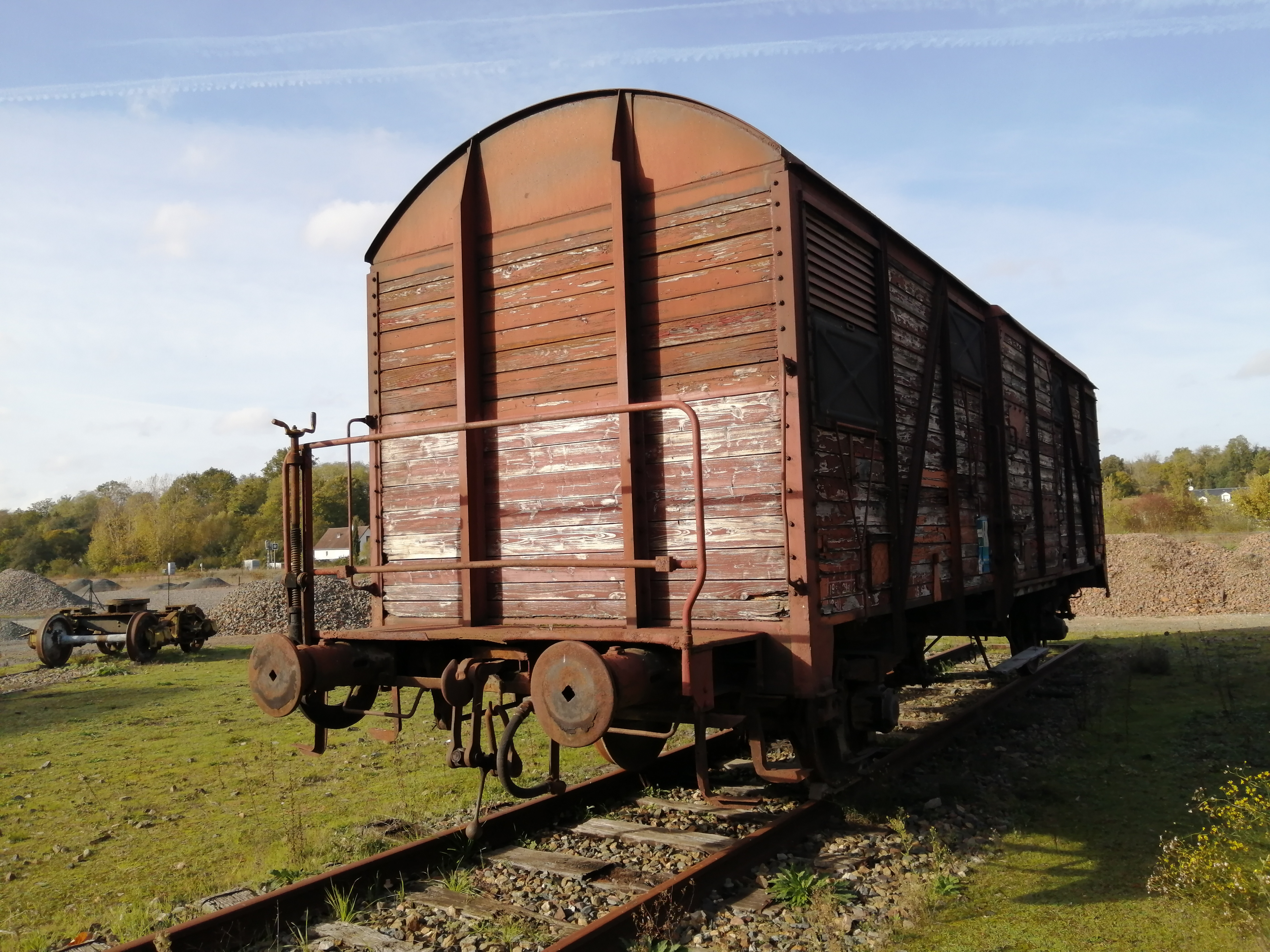
wagon couvert de type G40

## Galerie

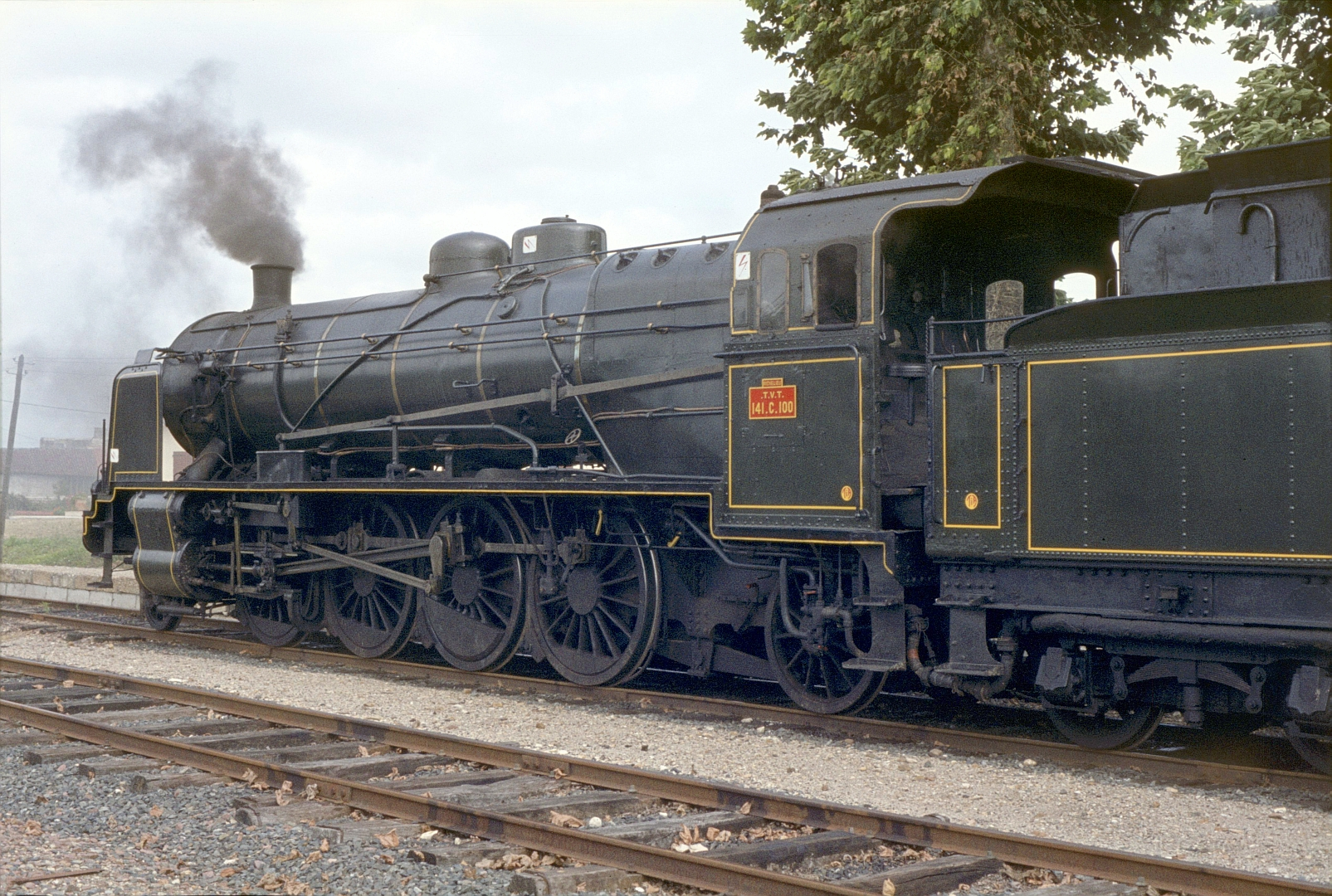
La 141 C 100 en gare de Richelieu le 28/08/1983.
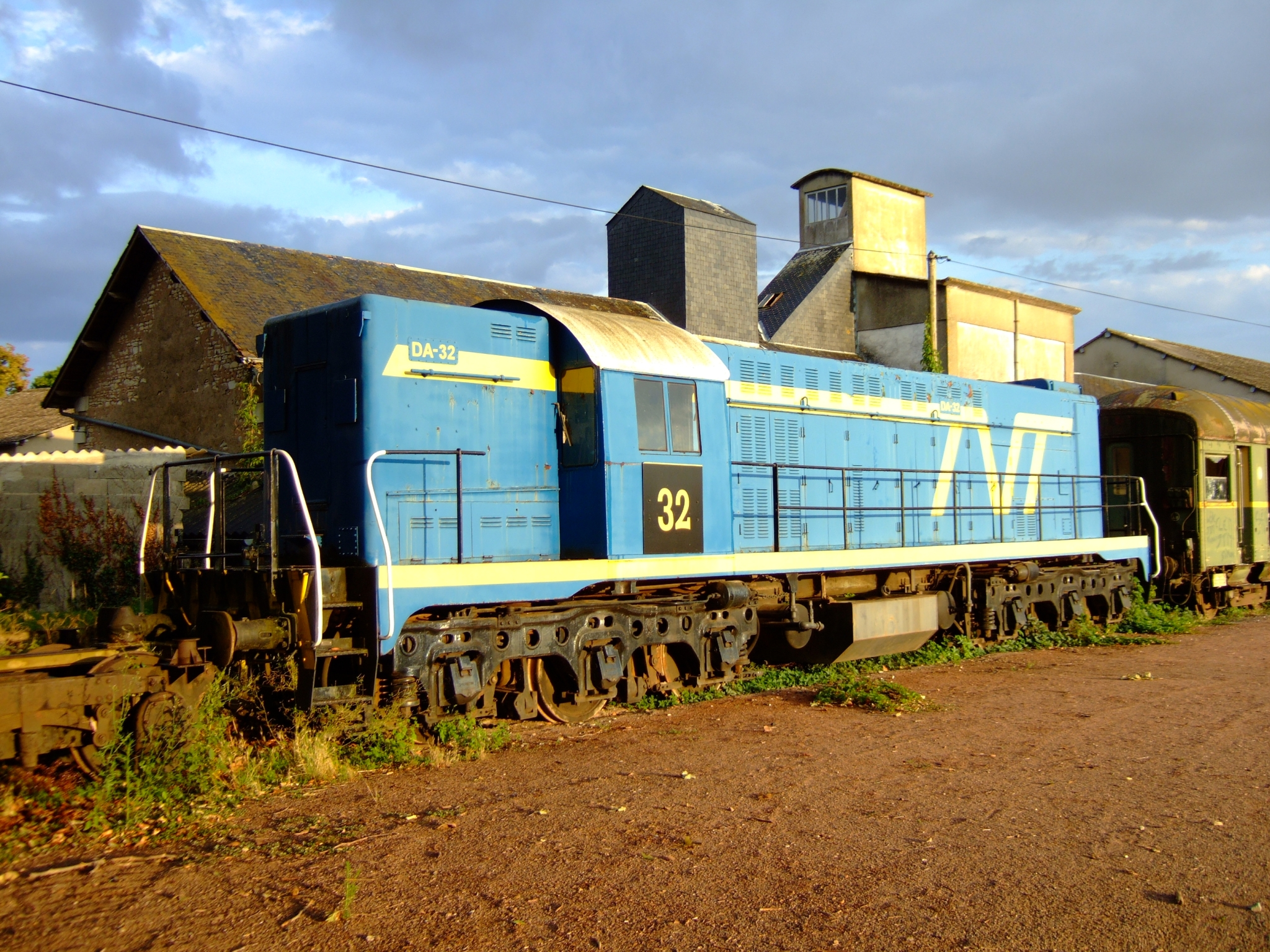
Le A1A-A1A 62032 en gare de Richelieu.
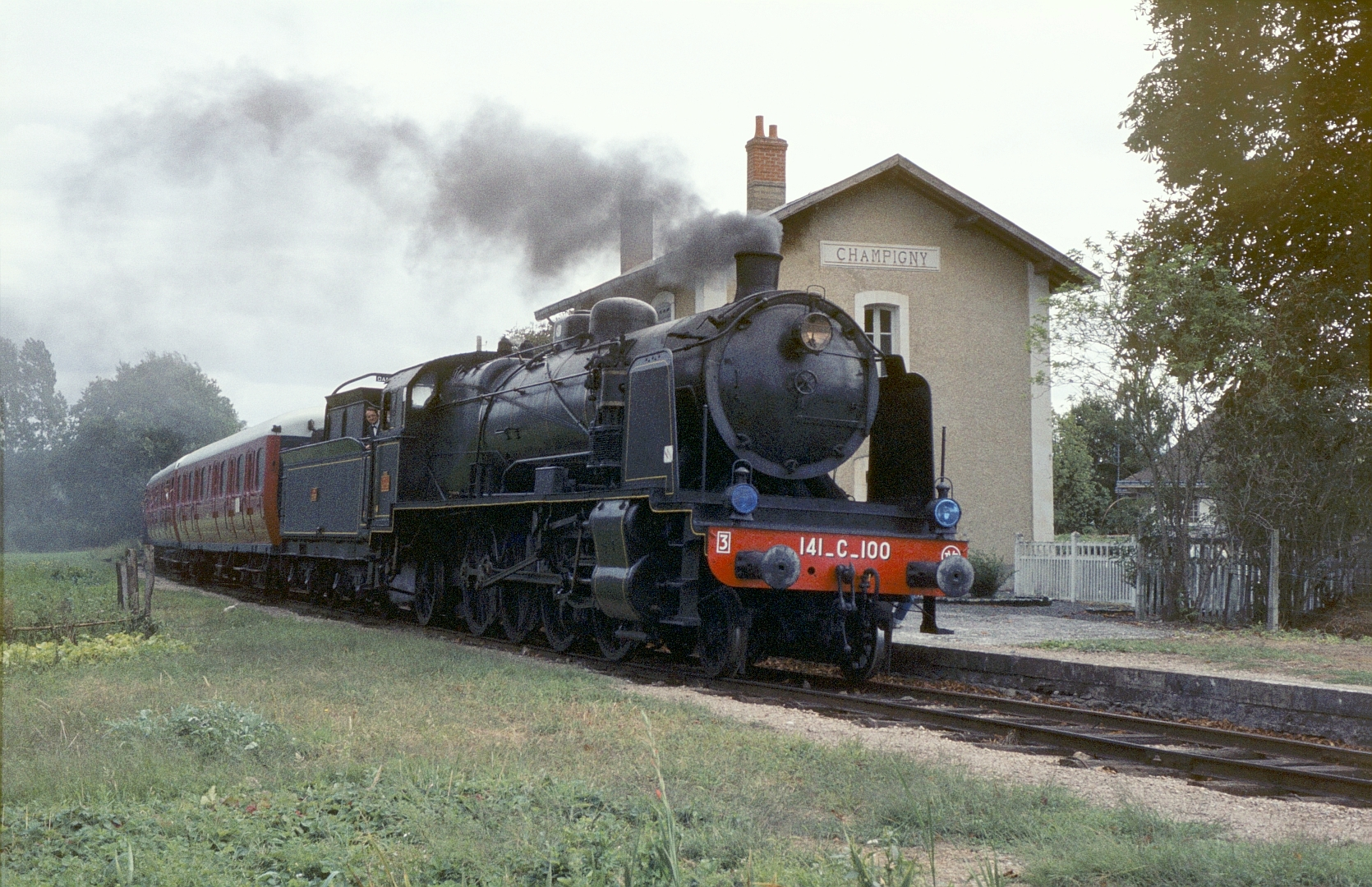
La 141 C 100 en gare de Champigny-sur-Veude le 28/08/1983.
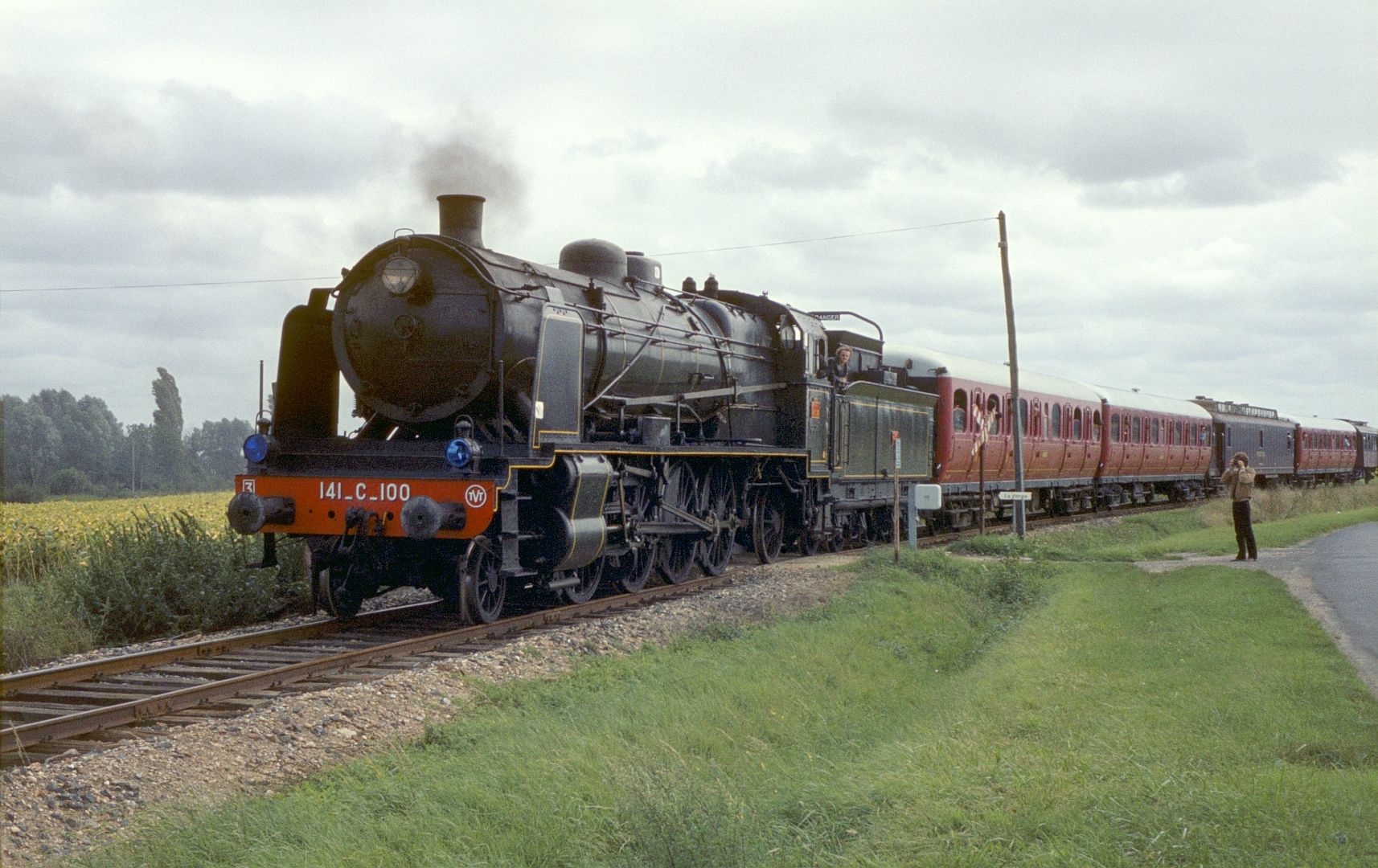
Un train en ligne avec la 141 C 100 le 28/08/1983.